# Plotheia medioalbida
Plotheia medioalbida är en fjärilsart som beskrevs av Embrik Strand 1917. Plotheia medioalbida ingår i släktet Plotheia och familjen trågspinnare. Inga underarter finns listade i Catalogue of Life.